# هاندرد اکر وود
هاندرِد اِکِر وود (انگلیسی: Hundred Acre Wood؛ همچنین با نام هاندرد-اِکر وود نیز شناخته می‌شود) بخشی از سرزمین خیالی است که وینی پو و دوستانش در آن زندگی می‌کنند. مجموعه داستان‌های کودکانه وینی پو که توسط نویسنده ای. ای. میلن به‌تصویر کشیده شده است. پسر جوانی به‌نام کریستوفر رابین که پو و همراهانش را در ماجراجویی‌های متعددشان همراهی می‌کند، مرتباً به آنجا می‌رود.
در کتاب‌های ای. ای. میلن، اصطلاح «هاندرد اکر وود» در واقع برای بخش خاصی از جنگل بزرگ‌تر، که در مرکز خانۀ جغد قرار دارد، استفاده می‌شود (نقشه موجود در کتاب و همچنین ارجاعات متعدد در متن به شخصیت‌هایی که «به» یا «بیرون» از هاندرد اکر وود که بین خانۀ جغد و سایر مکان‌های جنگل می‌روند). با این حال، در فیلم‌های پو و به‌طور کلی با اکثر طرفداران پو، «هاندرد اکر وود» برای کل دنیای وینی پو، جنگل و همه مکان‌هایی که در آن قرار دارد استفاده می‌شود.